# 金川商周遺址
金川商周遺址位於四川省金川縣，文物遺址年代判定為商、周。2004年11月增補為第六批四川省文物保護單位。